# Cloxazolam
Le cloxazolam est une benzodiazépine qui est un promédicament. Elle est inactive sous sa forme médicamenteuse et c'est son principal métabolite, le délorazépam ou chlordesméthyldiazépam, à qui le cloxazolam doit son activité. Comme toutes les benzodiazépines, le cloxazolam possède des propriétés anxiolytiques, anticonvulsivantes, myorelaxantes et amnésiantes.

## Mécanisme d'action
Le cloxazolam, comme toutes les benzodiazépines ou analogues, se fixe sur les récepteurs GABA, qui sont en quelque sorte le système de frein du cerveau. Le cloxazolam va amplifier les effets du GABA en permettant un passage accru d'ions chlore (Cl−), ce qui a pour conséquence de déprimer le système nerveux central.
Le dosage de 1 milligramme de cloxazolam correspond à environ 10 milligrammes de diazépam (équivalence).